# Richard John Gornall
Richard John Gornall ( 1951) es un naturalista, explorador, y botánico inglés, desarrollando actividades académicas en el "Departamento de Botánica" de la Universidad Leicester.

## Algunas publicaciones

### Libros
- peter m. Hollingsworth, richard m. Bateman, R. J. Gornall. 1999. Molecular systematics and plant evolution. Nº 57 de Systematics Association special volume. Ed. Taylor & Francis. 485 pp. ISBN 0748409084
- David allardice Webb, richard j. Gornall. 1989. Saxifrages of Europe: with notes on African, American and some Asiatic species. Ed. C. Helm. 307 pp. ISBN 0881921300
- ------------, ------------. 1989. A manual of saxifrages and their cultivation. Ed. Timber Press. 307 pp. ISBN 0881921300
- 1988. University of Leicester Botanic Garden guide. Ed. Leicester University, Botany Department. 40 pp.
- r.j. Gornall, bruce a. Bohm. 1985. A monograph of Boykinia, Peltoboykinia, Bolandra and Suksdorfia (Saxifragaceae). Botanical Journal of the Linnean Society, 90: 1–71. doi: 10.1111/j.1095-8339.1985.tb02201.x

## Honores
- Miembro de la Sociedad Linneana de Londres
- Medalla del Bicentenario de la Sociedad Linneana[2]
- La abreviatura «Gornall» se emplea para indicar a Richard John Gornall como autoridad en la descripción y clasificación científica de los vegetales.[3]